# Osmar Santos
Osmar Aparecido dos Santos (Osvaldo Cruz, 28 de julho de 1949) é um ex-radialista e locutor esportivo brasileiro.
Seu irmão Oscar Ulisses comanda a equipe de esportes da CBN. Seu outro irmão Odinei Edson narra a Fórmula 1 para a BandNews FM. Seu primo Ulisses Costa é o locutor principal da Rádio Bandeirantes.
Seu filho mais velho, Victor Sá, é jornalista, roteirista e documentarista. Trabalha na TV Globo como roteirista do programa Conversa com Bial.
Lívia Sá, sua segunda filha, é artista multimídia e também documentarista, trabalha com fotografia e cinematografia.

## Biografia
Filho de Romeu dos Santos e Clerice Chiavelli, pai de Victor Sá e Lívia Sá, avô de Clarice, formou-se em Educação Física, Administração Pública pela FGV-SP e Direito, Osmar Santos, também conhecido como "O Pai da Matéria", trabalhou como locutor esportivo nas rádios Jovem Pan (entre 1972 e 1976), Record (entre 1988 e 1991) e Globo (em dois períodos: entre 1977 e 1988 e entre 1991 e 1994). Trabalhou também na televisão, pelas redes Globo, Record e Rede Manchete. Narrou a Copa do Mundo de 1986  pela  Rede Globo como primeiro locutor, na companhia de Galvão Bueno (segundo locutor) e Luís Alfredo (terceiro locutor). Narrou para a Manchete a Copa do Mundo de 1990, com comentários de Zagallo.

## Carreira no Rádio e Televisão
Osmar Santos é considerado um dos maiores narradores da história da televisão e do rádio brasileiro. Faziam parte da equipe comandada por Osmar na Rádio Globo, na fase de maior sucesso, Loureiro Júnior e Carlos Aymard (comentaristas), Fausto Silva, Roberto Carmona e Henrique Guilherme (repórteres de campo) e os também narradores Oswaldo Maciel, Oscar Ulisses e Odinei Edson (estes dois últimos, seus irmãos). Juarez Soares também participou da equipe, como apresentador de um programa que falava de futebol e variedades. Com base nessa experiência, Osmar Santos e sua equipe passaram a apresentar o programa de variedades Balancê (que tinha na produção Lucimara Parisi na produção.
Osmar Santos teve uma participação importante como locutor dos comícios da campanha política de 1984 pelas Diretas Já. Bastante popular, recebeu proposta para candidatar-se a cargos políticos, mas não aceitou.
Osmar Santos vinha sendo preparado para trabalhar na Rede Globo, onde atuou como narrador de futebol e apresentador, mas quem acabou sendo contratado em 1989 para apresentar o programa dominical da Globo foi seu amigo Fausto Silva, com quem trabalhou como repórter de campo na Jovem Pan. Faustão havia se destacado no programa Perdidos na Noite, produzido pela Rede Record a partir de 1982, e Rede Bandeirantes, a partir de 1986.
Criativo, inovou também quando passou a narrar partidas pela Rede Manchete. Em alguns momentos a câmera o mostrava na cabine e ele falava diretamente com o telespectador. Também criou bordões que foram tão bem aceitos pelo público, que ecoavam pelos estádios, como o famoso Parou por quê, por que parou?. Entre suas expressões estão: Ripa na chulipa e pimba na gorduchinha!, Um pra lá, dois pra cá, é fogo no boné do guarda!, Sai daí que o Jacaré te abraça, garotinho!, Rosemiro, o namoradinho da Rachel Welch, No carocinho do abacate, Vai mais, garotinho!, Vai, garotinho, porque o placar não é seu! . Em situações de marcação de impedimento, soltava: Ele estava curtindo amor em terra estranha!, e um dos bordões de gol mais marcantes do rádio brasileiro, Tiro-lirolá Tiro-lirolí, e que GOOOOOOOOOOOOL!!! . Também foi Osmar Santos quem criou a expressão "animal", que melhor representou o jogador Edmundo, terminando pelo próprio atleta aceitar a expressão por se tornar a sua marca registrada.

### Prêmios
| Ano  | Prêmio          | Categoria         | Resultado | Ref.  |
| ---- | --------------- | ----------------- | --------- | ----- |
| 1994 | Troféu Imprensa | Locutor Esportivo | Venceu    | [ 4 ] |

## Acidente de trânsito
Em 22 de dezembro de 1994, Osmar sofreu um grave acidente rodoviário, numa viagem de Marília para a cidade de Birigui, em São Paulo. O carro de Osmar foi atingido por um caminhão dirigido por um motorista bêbado. Por conta do acidente, Osmar Santos sofreu um sofreu um traumatismo craniano do lado esquerdo. A região atingida é responsável pelo controle da fala causou-lhe  sérias sequelas devido aos danos cerebrais, a principal delas a afasia de Broca, que afeta consideravelmente a fala, impedindo-o de continuar trabalhando como narrador. Osmar teve boa recuperação, e desde então se dedica à pintura, tendo frequentado por anos o ateliê de Rubens Matuck.

## Homenagens
Em sua homenagem, foi criado o Troféu Osmar Santos, concedido a cada ano à equipe que termina o primeiro turno do Brasileirão em primeiro lugar.
Em 2015, Osmar Santos foi eleito o maior narrador esportivo da história do rádio brasileiro no livro Os Mestres do Espetáculo.
No dia 28 de julho de 2017 o centro de imprensa do Allianz Parque recebeu o seu nome.
Em abril de 2023, Osmar recebeu homenagem da turma de Pós-Graduação em Jornalismo Esportivo da Faculdade Cásper Líbero em São Paulo, por conta dos 100 anos do rádio no Brasil.